# Tropico 6
Tropico 6 est un jeu vidéo de gestion développé par Limbic Entertainment et édité par Kalypso Media. Il est sorti le 29 mars 2019 sur Windows, macOS, Linux, le 27 septembre 2019 sur PlayStation 4 et Xbox One et le 6 novembre 2020 sur Nintendo Switch.

## Système de jeu
Comme dans les précédents opus de la franchise, le joueur incarne El Presidente, dictateur d'une république bananière dans les Caraïbes. Le jeu reprend le principe des époques introduit dans Tropico 5 : le joueur traverse successivement l'ère coloniale, les guerres mondiales, la guerre froide et l'ère moderne.
Les cartes du jeu se présentent désormais sous la forme d'archipels, au lieu d'être constituées d'une seule île. L'opus marque l'introduction des ponts permettant de relier les différentes îles entre-elles, ainsi que l'arrivée des tunnels et téléphériques facilitant d'enjambement des massifs montagneux de vos îlots.

## Développement
Tropico 6 est annoncé par Kalypso Media lors de l'E3 2017. Le jeu n'est plus développé par Haemimont Games comme c'était le cas pour Tropico 3, 4 et 5, mais par le studio allemand Limbic Entertainment.
La sortie sur Windows, macOS et Linux est prévue dans un premier temps pour janvier 2019. Le 8 janvier 2019, Simon Hellwig, directeur général de Kalypso Media, annonce que la sortie est reportée au 29 mars 2019. En contrepartie, les joueurs ayant précommandé le jeu avant le 10 janvier 2019 se verront offrir le premier DLC du jeu.